# Dasychira pustulifera
Dasychira pustulifera är en fjärilsart som beskrevs av Walker 1865. Dasychira pustulifera ingår i släktet Dasychira och familjen tofsspinnare. Inga underarter finns listade i Catalogue of Life.